# Condat-lès-Montboissier
Condat-lès-Montboissier település Franciaországban, Puy-de-Dôme megyében. Lakosainak száma 230 fő (2022. január 1.). Condat-lès-Montboissier Brousse, Échandelys, Égliseneuve-des-Liards, Saint-Genès-la-Tourette, Saint-Quentin-sur-Sauxillanges, Sugères és Le Vernet-Chaméane községekkel határos.

## Népesség
A település népességének változása:
| Lakosok száma | 222  | 224  | 229  | 226  | 227  | 227  | 228  | 229  | 230  |
|               | 2013 | 2015 | 2016 | 2017 | 2018 | 2019 | 2020 | 2021 | 2022 |